# Sparate a vista su John Androki
Sparate a vista su John Androki (The Man Who Saw Tomorrow) è un romanzo di fantascienza dello scrittore statunitense Jeff Sutton pubblicato nel 1968.
Il romanzo è incentrato sui paradossi temporali connessi ai viaggi nel tempo, precursore di tematiche che saranno poi riprese abbondantemente nella fantascienza.

## Trama
(Jeff Sutton, Sparate a vista su John Androki)
Negli Stati Uniti nel mondo della finanza si fa strada con sorprendente successo un misterioso speculatore, John Androki. Inizialmente con l'appoggio del milionario Winthrop Farrand e grazie a sorprendenti speculazioni, l'uomo in pochi anni riesce a accumulare un'ingente fortuna. Spregiudicati investimenti internazionali, anche a danno degli interessi degli stessi Stati Uniti, attirano su di lui le attenzioni dei servizi segreti e di uno dei suoi maggiori responsabili, Charles Dorrance. Il dirigente dei servizi segreti incarica l'operativo Philip Conrad di indagare su Androki, senza tuttavia riuscire a scoprire nulla sul suo passato né alcunché sull'origine delle sue eccezionali competenze finanziarie.
Bertram Kane è un giovane matematico che, rimasto prematuramente vedovo, si è concentrato nello studio delle equazioni connesse con lo spazio pluridimensionale, teoria questa con possibili implicazioni pratiche nei viaggi nel tempo e i cui esperti nel mondo sono soli quattro, oltre allo stesso Kane.
Durante un evento di beneficenza, Bertram Kane conosce John Androki e, con sorpresa, si accorge che l'uomo ha una profonda competenza nello stesso suo campo matematico, cosa assolutamente insolita, visto l'esiguo numero di esperti nel mondo. Durante il ricevimento, Anita Weber, amica intima di Kane con la quale lo studioso aveva avuto una relazione, inizia a flirtare con Androki.
Passano i giorni e iniziano a morire in strani incidenti o omicidi molte persone legate a Androki: tre tra gli scienziati esperti di matematica pluridimensionale, Farrand, l'ex socio di Androki, e un senatore che si era apertamente schierato contro i traffici del finanziere. L'amico di Kane, lo psicologo Gordon Maxton, esperto di parapsicologia, ipotizza che Androki possa essere capace di leggere nel futuro gli indizi utili alle sue speculazioni finanziarie. Una notte, durante una sparatoria davanti a casa di Kane, muore un uomo che, prima del decesso, parla con il matematico dicendo di essere un poliziotto "ritornato indietro". La polizia e i servizi segreti non riescono a identificare il morto ma mettono sotto sorveglianza Kane. Una notte il matematico riceve una drammatica telefonata da Anita, nel frattempo diventata intima di Androki, che lo mette in guardia nei confronti del potente finanziere. Kane si precipita a casa di Maxton per chiarirsi le idee con l'amico ma lo trova ucciso e a sua volta viene ferito da colpi d'arma da fuoco. Viene in extremis salvato dall'irruzione della polizia.
Kane si risveglia dopo cinque giorni in ospedale e apprende della morte di Anita, oltre che dell'amico Maxton. Interrogato dalla polizia e da Dorrance, non rivela i suoi sospetti, ma capisce che Androki proviene dal futuro ed è inseguito da poliziotti provenienti anche loro dalla stessa epoca. Androki sta eliminando a uno a uno tutti coloro i quali, con i loro studi, avrebbero potuto sviluppare i viaggi nel tempo, lasciando lui unico e incontrastato viaggiatore del tempo e prossimo padrone del mondo. Kane, una volta dimesso dall'ospedale, si rende irreperibile e organizza l'assassinio di un antenato di Androki; questo fatto, nelle intenzioni di Kane, avrebbe impedito la nascita del finanziere e di conseguenza la sua stessa esistenza nel presente. L'omicidio riesce ma Kane viene a sua volta ucciso da un sicario di Androki che lo stava da tempo inseguendo. Contemporaneamente all'uccisione dell'uomo da parte di Kane, Androki scompare letteralmente, prova questa del successo del piano del matematico. Philip Conrad osserva interdetto la sparizione, proprio mentre stava per sparare ad Androki su ordine dello stesso Charles Dorrance e dei servizi segreti.

## Personaggi
Bertram KaneIl matematico protagonista del romanzo. Trentasettenne, vedovo da tre anni, impegna tutte le sue energie nello studio dello spazio pluridimensionale, teoria questa con possibili implicazioni pratiche nei viaggi temporali. Una volta scoperto che Androki proviene dal futuro, conscio della sua pericolosità, decide di uccidere uno dei suoi antenati, rendendone impossibile la nascita e facendolo scomparire dal presente.
John AndrokiSpregiudicato faccendiere, in pochi anni riesce ad accumulare una fortuna grazie a eccezionali operazioni in borsa, risultato di informazioni finanziarie dalla provenienza ignota. Privo di scrupoli, le sue operazioni destabilizzano la situazione geopolitica mondiale, mettendo in pericolo la stessa democrazia.
Philip ConradAgente dei servizi segreti, incaricato di investigare su Androki e quindi di assassinarlo.
Charles DorranceResponsabile dei servizi segreti statunitensi da cui dipende l'operativo Conrad.
Winthrop FarrandRicchissimo finanziere. Utilizza le previsioni di Androki per speculare in borsa e aumentare il suo capitale, dando una percentuale dei guadagni al misterioso analista. Verrà ucciso dai sicari di Androki per cancellare le tracce del suo passato.
Gordon MaxtonPsicologo e docente all'università di Los Angeles, amico e collega di Kane. Esperto e studioso di parapsicologia, scopre il segreto delle origini di Androki, che provvede a farlo uccidere.
Anita WeberGiovane esperta di storia dell'arte, bella e intraprendente. Ha una storia con Kane ma non ne accetta la proposta di matrimonio, scegliendo invece di legarsi a Androki dopo averlo conosciuto. Viene eliminata da uomini del ricco uomo prima di riuscire a rivelare a Kane le vere origini di Androki e i suoi ambiziosi piani per il controllo del mondo.
Clifton WygantAgente proveniente dallo stesso futuro di Androki, inviato nel passato per arrestarlo, viene ucciso da sicari di Androki mentre sorvegliava Kane proteggendolo.

## Edizioni
- (EN) Jeff Sutton, The Man Who Saw Tomorrow, 1ª ed., Ace Double, 1968,  p. 115.
- Jeff Sutton, Sparate a vista su John Androki, traduzione di Beata Della Frattina, Collana Urania n.542, Mondadori, 1970,  p. 168.
- Jeff Sutton, Tre romanzi completi di Jeff Sutton, Urania Millemondi estate 1982 n.21, Mondadori, 1982.